# Santo Antônio dos Lopes
Santo Antônio dos Lopes är en kommun i Brasilien.   Den ligger i delstaten Maranhão, i den östra delen av landet, 1 300 km norr om huvudstaden Brasília. Antalet invånare är 14 288.
Omgivningarna runt Santo Antônio dos Lopes är huvudsakligen savann. Runt Santo Antônio dos Lopes är det glesbefolkat, med 17 invånare per kvadratkilometer.